# Ansan Greeners FC
Ansan Greeners Football Club (Coreano 안산 그리너스 FC) é um clube de futebol sul-coreano fundado em 2017, e que disputa atualmente a Segunda Divisão local.